# Зенкович, Всеволод Павлович
Всеволод Павлович Зенко́вич (4 февраля 1910 — 15 августа 1994) — советский учёный-океанолог и геоморфолог. Доктор географических наук (1946), профессор (1947), лауреат Сталинской (1951) и Ленинской (1962) премий, один из основателей Института океанологии АН СССР.

## Биография
Родился 22 января (4 февраля) 1910 года в Москве в семье белорусов из Пружанского уезда Гродненской губернии. Отец работал инспектором Наркомата просвещения.
В 1927 году поступил на геологический факультет МГУ, но не закончил его.
С 1927 года участвовал в рейсах судна «Персей»
В 1929—1944 годах научный сотрудник Всесоюзного НИИ рыбного хозяйства и океанографии (ВНИРО).
Во время Великой Отечественной войны служил в инженерных войсках.
В 1944—1971 годах — заведующий лабораторией береговой зоны моря Института океанологии АН СССР.
С 1971 года заведующий лабораторией и главный научный сотрудник Института географии.
Работал в Институте географии имени Вахушти Багратиони Академии наук Грузинской ССР, где возглавлял лабораторию морфологии и динамики Черноморского побережья.
Работал в прибрежных районах Белого, Каспийского и Чёрного морей, а также в Польше, Нидерландах, Югославии, Вьетнаме, Египте, Мексике, на Кубе и в Китае.
Создатель основ советской школы исследователей береговой зоны морей, получившей широкое признание.
Скончался 15 августа 1994 года в Москве. Похоронен в колумбарий Нового Донского кладбища.

## Награды и премии
- 1951 — Сталинская премия II степени — за научный труд «Гипсометрическая карта СССР» в масштабе 1 : 2 500 000.
- 1954 — орден Трудового Красного Знамени (27 марта 1954)
- 1956 — Большая серебряная медаль ВДНХ
- 1958 — Золотая медаль Тедора Литке Географического общества СССР
- 1964 — Государственная премия СССР

Награды зарубежных стран[уточнить] (КНР, Вьетнам, Болгария, Египет)

## Членство в организациях
- С 1960 года член Международной комиссии геоморфологии берегов.

## Память
- Основанная В. П. Зенковичем в 1946 году Лаборатория шельфа и морских берегов Института Океанологии им. П. П. Ширшова РАН носит его имя[6].

### Научные публикации
Автор более 100 научных и более 50 научно-популярных работ по динамике и морфологии прибрежной зоны моря, среди них:
- Зенкович В. П. О размыве дна у берегов Мезенского залива // Природа. 1939. № 4.
- Зенкович В. П. Берега Мезенского залива: (Краткий очерк результатов работ Мезенской экспедиции Института географии Академии наук СССР в 1938 г.) // Учёные записки МГУ. Сер. География, Вып. 48. — М., 1940. — С. 113—125.
- Динамика и морфология морских берегов. Часть 1. Волновые процессы. 1946.
- Зенкович В. П. Морской берег. — М.: Гостехиздат, 1952. — (Научно-популярная библиотека). (обл.)
- Зенкович В. П. Динамическая классификация морских берегов // Труды ИО АН СССР, 1954, т. 10.
- Зенкович В. П. Морское дно. — М.: Гостехиздат, 1956. — 56 с. — (Научно-популярная библиотека. Выпуск 86). (обл.)
- Морфология и динамика советских берегов Чёрного моря. Т. 1-2. 1958—1960.
- Зенкович В. П. Берега Чёрного и Азовского морей. — М.: Географгиз, 1958. — 376, [12] с. — Библиогр.: с. 364—371.
- Зенкович В. П. Основы учения о развитии морских берегов / АН СССР. Океанографическая комиссия. — М.: Изд-во АН СССР, 1962. — 710, [18] с. — Библиогр.: с. 669—700. (переиздана в 1968 в Англии и в США).
- Зенкович В. П. На рубежах земли и моря: Записки исследователя / АН СССР. — М.: Изд-во АН СССР, 1963. — 224 с. — (Научно-популярная серия АН СССР).
- Зенкович В. П. Белая полоса: Новое в изучении работы морских волн / АН СССР. Океанографическая комиссия. — М.: Знание, 1967. — 64 с. — Библиогр.: с. 64.
- Зенкович В. П. Меж двух океанов / Худож. В. Харламов. — М.: Мысль, 1972. — 296, [18] с. — 50 000 экз.
- Зенкович В. П. Проблема стабилизации морских берегов Грузинской ССР // Геоморфология, 1977, № 1, с. 50-54.

### Публицистика
- д. геогр. н. В. П. Зенкович. Дни на Рио-Майо // журнал «Вокруг света», № 8, 1971. стр.9-15, 39